# 許倬雲
許倬雲（1930年9月3日—2025年8月3日），籍貫江蘇無錫，生於福建思明，中華民國歷史學家，曾於中央研究院歷史語言研究所及國立臺灣大學歷史學系任教，1980年當選中央研究院院士。1970年移民美國，任教於匹兹堡大学历史学系，並為該系荣休讲座教授。

## 生平
1930年9月3日，许倬云生於福建省思明縣。他是清代布政使许松佶后代，远祖为宋代状元许将。其父許鳳藻，為中華民國海軍少將，其母章舜英，出身无锡官宦世家。其雙胞胎弟弟許翼雲。
1949年，許倬雲因國共內戰隨其父來到台灣。此後，他就讀國立臺灣大學歷史學系，取得學士學位後進入該校文科研究所史學部（今歷史學研究所），1953年取得碩士學位，後再留學美國，1962年取得芝加哥大學歷史學博士學位，返國任教於臺大歷史學系。在臺灣，他曾任中央研究院歷史語言研究所助理研究員（1956—1962）、副研究員（1962—1967）、研究員（1967—1971）、通信研究員（1981—1997）、特聘研究員（1989、1999—2000、2003、2004、2006），國立台灣大學歷史系副教授（1962—1964）、教授兼系主任（1964—1970）、講座教授（1984、2006）等職務。1980年，他當選為中央研究院院士。
1970年，許倬雲移民至美國，任教於匹兹堡大学，歷任該校歷史學系教授（1970—1982）、校聘教授（1982—1998）、退休名譽教授（1998—2025）。此外，他還是香港中文大學偉倫教授（1992—1998）、中國研究榮譽教授（1998—2001），夏威夷大学本斯講座教授（1996），杜克大学西孟講座教授（1998—2001），香港科技大學包玉剛講座教授（2001）。
2010年，許倬雲在中國大陸出版口述訪談《許倬雲談話錄》，称李敖說謊、偷書變賣、背叛朋友等。2012年，李敖稱许倬云造谣，而在台灣對許倬雲提起民事及刑事訴訟。2013年12月2日，台北地院一審宣判，民事部份，許倬雲敗訴需賠償李敖200萬元，並須在台灣《蘋果日報》及中國大陸《人民日報》等媒體刊登道歉啟事。
2025年8月1日，新世相发布播客《对谈许倬雲：年轻的朋友们，不要放弃寻找生死之交》，这期播客成为许倬云逝世前最后一次面向公众发声。8月3日（臺灣時間8月4日清晨），許倬雲逝世於美國，終年95歲（滿94歲）。

## 学术
許倬雲曾先后执教于台湾、美国和香港的多所大学，研究领域主要在中国文化史、社会经济史和中国上古史，其代表著作包括《中国古代社会史论》、《汉代农业》、《西周史》、《万古江河》等。
許是蔣經國國際學術交流基金會的創始成員之一，自1989年以來一直擔任其北美委員會主席，至逝世以前長期擔任該會名譽董事。

### 著作
- 《心路歷程》（臺北：文星書店，1964；臺北：傳記文學社，1979）
- 許倬雲主編，《中國上古史論文選輯》（臺北：國風出版社，1965；臺北：臺聯國風出版社，1966、1975）
- 《歷史學研究》（臺北：臺灣商務印書館，1966）
- 《傳統與更新》（臺北：中央研究院三民主義研究所，1980）
- 《求古編》（臺北：聯經出版事業公司）
- 《關心集》（臺北：時報文化公司，1982）
- 許倬雲、毛漢光、劉翠溶主編，《第二屆中國社會經濟史研討會論文集》（臺北：漢學研究資料及服務中心，1983）
- 《西周史》（臺北：聯經出版事業公司，1984；北京：三聯書店，1994；修訂三版，臺北：聯經出版事業公司，1990）
- 許倬雲與他人合著，《知識與民主》（臺北：幼獅文化，1986）
- 許倬雲與他人合著，《勞貞一先生八秩榮慶論文集》（臺北：臺灣商務印書館，1986）
- 許倬雲、丘宏達主編，《抗戰勝利的代價：抗戰勝利四十週年學術論文集》（臺北：聯經出版事業公司，1986）
- 錢穆、余英時、許倬雲等著，《中國何處去？》（臺北：聯經出版事業公司，1987）
- 《中國古代文化的特質》（臺北：聯經出版事業公司，1988）
- 《挑戰與更新：許倬雲文集》（臺北：時報文化出版企業公司，1988）
- 《剎那與永恆：許倬雲文集》（臺北：時報文化出版企業公司，1988）
- 許倬雲與他人合著，《中華民國文化發展之評估與展望》（臺北：行政院文化建設委員會，1990）
- 《推動歷史的因素》（臺北：社會大學文教基金會，1990）
- 許倬雲與他人共著，《站在歷史的轉捩點上──李登輝先生政策理念之探析》（臺北：正中書局，1990）
- 《中國文化與世界文化》（貴陽：貴州人民出版社，1991）
- 《風雨江山：許倬雲的天下事》（臺北：天下文化出版社，1991）
- 《中國文化的發展過程》（香港：香港中文大學出版社，1992）
- 《從歷史看領導》（臺北：洪建全教育文化基金會，1992；北京：三聯書局，1994）
- 許倬雲與他人共著，《尋找90年代的人生價值》（臺北：洪建全教育文化基金會，1994）
- 《現代倫理寓言──東游記》（臺北：洪建全教育文化基金會，1995；桂林：廣西師範大學出版社，2003）
- 《現代社會的職業倫理》（臺北：洪建全教育文化基金會，1995）
- 《尋路集（River Edge）》（美國紐澤西州：八方文化企業公司，1996）
- 《現代社會的公平與正義》（臺北：洪健全教育文化基金會，1996）
- 許倬雲. . 臺北: 洪建全敎育文化基金會. 1997. /上海：上海人民出版社，2000
- 許倬雲著，程農、張鳴譯，《漢代農業：早期中國農業經濟的形成》（Han Agriculture: The Formation of Early Chinese Agrarian Economy、206 B.C. — A.D. 220）（南京：江蘇人民出版社，1998）
- 《歷史分光鏡》（上海：上海文藝出版社，1998）
- 《九六文錄：中國人文探索》（臺北：臺灣書店，1998）
- 許倬雲、張忠培主編，《中國考古學的跨世紀反思》（香港：商務印書館，1999）
- 許倬雲、陳天機、關子尹主編，《系統視野與宇宙人生》（香港：商務印書館，1999）
- 張忠培、許倬雲主編，《中國考古學跨世紀的回顧與前瞻：1999年西陵國際學術研討會文集》（北京：科學出版社，2000）
- 《從歷史看時代轉移》（臺北：洪建全教育文化基金會，2000；桂林：廣西師範大學出版社，2007）
- 《許倬云自選集》（上海：上海教育出版社，2002）
- 《倚杖聽江聲》（臺北：三民書局，2003）
- 《江心現明月》（臺北：三民書局，2004）
- 《江渚候潮汐》（臺北：三民書局，2004）
- 《從歷史看人物》（Portraits of Chinese historical figures）（臺北：洪建全教育文化基金會，2005；桂林：廣西師範大學出版社，2007）
- 《漢代農業：中國農業經濟的起源及特性》（桂林：廣西師範大學出版社，2005）
- 許倬雲著，鄒水杰譯，《中國古代社會史論：春秋戰國時期的社會流動》（桂林：廣西師範大學出版社，2006）
- 《中國文化與世界文化：在臺灣清華大學的系列演講等》（桂林：廣西師範大學出版社，2006）
- 許倬雲、張忠培主編，《新世紀的考古學：文化、區位、生態的多元互動》（北京：紫禁城出版社，2006）
- 許倬雲. . 臺北: 英文漢聲. 2006. /上海：上海文藝出版社，2006
- 《史海巡航：歷史問學週記》（臺北：三民書局，2007）
- 許倬雲主講，《傅鐘回響：許倬雲先生臺大講學集》（臺北：臺大出版中心，2008）
- 《江口望海潮》（臺北：三民書局，2008）
- 《許倬雲問學記》（桂林：廣西師範大學出版社，2008）
- 《許倬雲觀世變》（桂林：廣西師範大學出版社，2008）
- 《我者與他者：中國歷史上的內外分際》（香港：中文大學出版社，2009）
- 《歷史大脈絡》（桂林：廣西師範大學出版社，2009）
- 李懷宇. . 桂林: 廣西師範大學出版社. 2010. ISBN 978-7563393-07-7.
- 许倬云. . 上海: 上海文化出版社. 2012. ISBN 978-7-80740-828-4.
- 《許倬雲說歷史︰台灣四百年》（杭州：浙江人民出版社，2013）
- 《说中国》（桂林：广西师范大学出版社，2015）
- 《中國人的精神生活》（臺北：聯經出版事業公司，1986）
- 《美國六十年滄桑：一個華人的見聞》（臺北：聯經出版事業公司，2019）

## 奖项和荣誉

### 奖项
- 美國亞洲研究學會亞洲研究傑出貢獻獎
- 台灣唐獎漢學獎

### 荣誉
- 中央研究院院士（1980，第13屆）
- Phi Beta Kappa榮譽會士
- 香港中文大學新亞書院錢穆講座
- 中央研究院史語所傅斯年講座
- 中央大學李國鼎講座
- 香港中文大學余英時講座
- 香港科技大學人文學榮譽博士
- 香港中文大學文學榮譽博士
- 國立政治大學榮譽文學博士
- 芝加哥大學顧立雅講座
- 廈門大學南強講座
- 華東師範大學大夏講座
- 北京大學光華講座
- 長江管理學院長江講座
- 日內瓦大學Sinological Lectureship
- 查理大学Sinological Lectureship
- 南京大學余紀忠榮譽教授（2004）
- 國立政治大學榮譽特聘教授（2010—）
- 東南大學榮譽講座教授

## 外部連結
- 中研院網站個人簡介 （页面存档备份，存于）
- 鳳凰資訊：專家論史許倬雲版 （页面存档备份，存于）